# خليل أمين
خليل أمين (مواليد 1962) هو عالم مغربي يعمل في مختبر أرجون الوطني، وقائد مجموعة تكنولوجيا البطاريات، يركز فريقه البحثي على تطوير أنظمة بطاريات متقدمة لتطبيقات النقل، وهو أستاذ مساعد في جامعة ستانفورد، وجامعة الإمام عبد الرحمن بن فيصل، وجامعة هونغ كونغ للعلوم والتكنولوجيا، وجامعة الملك عبد العزيز، وجامعة هانيانغ، وجامعة بكين.
ولمساهماته في مجال تطوير المواد الكهروكيميائية، حصل على جائزة الطاقة العالمية في عام 2019، وجائزة أفضل 50 باحثًا عالميًا من مجلة العلوم الأمريكية في عام 2003. وفي عام 2017، اختير زميلًا في الجمعية الكهروكيميائية، وهو مؤسس ورئيس المؤتمر العالمي لبطاريات الليثيوم المتقدمة لتطبيقات السيارات (ABAA).